# Mekongiana xiangchengensis
Mekongiana xiangchengensis är en insektsart som beskrevs av Zheng, Z., Y. Huang och Z.-j. Zhou 2008. Mekongiana xiangchengensis ingår i släktet Mekongiana och familjen Pyrgomorphidae. Inga underarter finns listade i Catalogue of Life.